# Mustafa I
Mustafa I Szalony, ar. مصطفى الأول (ur. 1592, zm. 20 stycznia 1639) – sułtan z dynastii Osmanów, panował w okresie 1617–1618 i 1622–1623.
Syn Mehmeda III, brat Ahmeda I, niedorozwinięty umysłowo lub chory psychicznie. Za panowania Ahmeda I kilkanaście lat spędził w areszcie domowym (tzw. Złotej klatce), pozostawał pod wpływem politycznym kliki dworskiej. Po raz pierwszy zasiadł na tronie po śmierci brata, rok później został odsunięty od władzy na rzecz bratanka. Gdy jego szaleństwo wyszło na jaw (wojsko zaniepokoiło się, a lud dowiedział się o jego chorobie) zorganizowano przewrót, który wyniósł na tron jego bratanka Osmana II. Gdy ten został zamordowany przez janczarów podczas trwającego siedem dni buntu, został posadzony na tronie po raz drugi. Władzę w jego imieniu sprawowała jego matka Halime i wielki wezyr Kara Davud Pasza. W międzyczasie zorganizowano przewrót, by pozbyć się „szalonego sułtana”; stało się tak w wyniku manipulacji sułtanki Kösem. W roku 1623 ostatecznie zrzekł się tronu na rzecz drugiego bratanka, a zarazem syna Kösem – Murada IV. Mustafa następnie został zamknięty przez niego w lochu i żył w nim aż do swojej śmierci w 1639 roku.

## W kulturze i sztuce
Mustafa I jest jedną z głównych postaci w popularnym tureckim serialu Wspaniałe stulecie: Sułtanka Kösem. W jego rolę wcielili się kolejno Alihan Türkdemir, Boran Kuzum i Emin Gürsoy.